# Небојша Шулетић
Небојша С. Шулетић (Београд, 15. септембар 1976) српски је историчар и османиста. Као доктор историјских наука и сарадник Балканолошког института САНУ бави се истраживачким радом у области политичке, друштвене и црквене историје српског народа у раном новом веку, са тежиштем на проучавању османског периода у историји српских земаља. Почевши од 2004. године, био је асистент на Одељењу за историју Филозофског факултета у Београду, где је 2008. године магистрирао, са темом: Пећка патријаршија крајем XVII и почетком XVIII века. Исте године је изабран за доцента, а потом је 2013. године докторирао, са темом: Сремски санџак у XVI веку. Након одласка са Филозофског факултета (2019), постао је сарадник Балканолошког института САНУ у Београду. Учествовао је у изради Енциклопедије српског народа (2008) и Српског биографског речника, који издаје Матица српска у Новом Саду. Члан је уредништва Зборника Матице српске за историју.

## Српска османистика
Почевши од 2015. године, активно се ангажовао у настојањима шире стручне јавности да се на Одељењу за историју Филозофског факултета у Београду очува континуитет наставног рада и развоја у области српске османистике. Тим поводом је иступао против редукције кадровских потенцијала, заложивши се за реизбор проф. др Александра Фотића. На то се потом надовезало и питање о његовом сопственом (Шулетићевом) реизбору за доцента, које је на Филозофском факултету у Београду било решавано током 2018. и 2019. године. Поменута питања су привукла посебну пажњу стручне и шире јавности, пошто је наставни процес на Одељењу за историју њиховим (Фотићевим и Шулетићевим) неизбором остао без својих последњих османиста.

## Одабрана дела
- Шулетић, Небојша (2010). „Историографија о Србима у Хабзбуршкој монархији од почетка XVI до краја XVIII века (1991—2010)”. Домети српске и европске историографије у последње две деценије (1990—2009). Београд: Удружење наставника Доситеј Обрадовић. стр. 123—136.
- Шулетић, Небојша (2010). „Подаци о бератима архијереја Пећке и Охридске архиепископије у дефтеру прихода Канцеларије црквених муката (BOA, KK 2542-33)” (PDF). Српске студије. 1: 177—193. Архивирано из оригинала (PDF) 25. 05. 2019. г. Приступљено 14. 12. 2021.
- Шулетић, Небојша (2011). „Српска црква после 1459. године: О интеграцији српског клера у турски фискални систем”. Пад Српске деспотовине 1459. године. Београд: Српска академија наука и уметности. стр. 331—349.
- Шулетић, Небојша (2011). „Берат патријарха Калиника I” (PDF). Зборник Матице српске за историју. 83: 97—104.
- Шулетић, Небојша (2012). „Коласијска епархија и њене старешине у турским пореским књигама (1662-1766)” (PDF). Српске студије. 3: 151—182. Архивирано из оригинала (PDF) 06. 05. 2019. г. Приступљено 14. 12. 2021.
- Шулетић, Небојша (2012). „Карловци - демографске и економске прилике (1546-1590)” (PDF). Зборник Матице српске за историју. 85: 29—64.
- Шулетић, Небојша (2013). „Пореске обавезе Пећке патријаршије у време патријарха Калиника I (1691-1710)” (PDF). Зборник Матице српске за историју. 88: 9—23.
- Шулетић, Небојша (2015). „Становништво санџака Пакрац према попису из 1565. године”. Зборник о Србима у Хрватској. 9: 7—30.
- Шулетић, Небојша (2017). „Под турском влашћу, до краја XVIII века”. Српско уметничко наслеђе на Косову и Метохији: Идентитет, значај, угроженост. Београд: САНУ. стр. 31—39.
- Šuletić, Nebojša (2017). „Under Ottoman Rule: Until the End of the 18th Century”. Artistic Heritage of the Serbian People in Kosovo and Metohija: History, Identity, Vulnerability, Protection. Belgrade: Serbian Academy of Sciences and Arts. стр. 31—39.
- Шулетић, Небојша (2018). „Каталог старешина Самоковске епархије (XVI-XVIII век)” (PDF). Зборник Матице српске за историју. 97: 29—51.
- Шулетић, Небојша (2018). „Југоисточна граница Српске патријаршије у доба османске владавине”. Јужни српски крајеви у XIX и XX веку: Друштвено-економски и политички аспект. Врање: Народни музеј. стр. 47—57.
- Šuletić, Nebojša (2021). „Usurpations of and Designated Successions to the Throne in the Serbian Patriarchate: The Case of Patriarch Moses Rajović (1712-24)” (PDF). Balcanica. 52: 47—67. Архивирано из оригинала (PDF) 17. 02. 2022. г. Приступљено 20. 07. 2023.
- Шулетић, Небојша (2021). „Именовања пећких патријараха (1691-1766)” (PDF). Зборник Матице српске за историју. 104: 51—71.
- Шулетић, Небојша (2022). „Сведочења о неприликама јенопољског епископа Вићентија Јовановића 1728. године” (PDF). Зборник Матице српске за историју. 105: 87—103.
- Шулетић, Небојша (2023). „Нишки и топлички владика Јоаникије (1702-1734)” (PDF). Ниш и Византија: зборник радова. 21: 543—558.
- Шулетић, Небојша (2023). „Дуг патријарха Атанасија I (1711-1712)” (PDF). Зборник Матице српске за историју. 107: 139—160.
- Шулетић, Небојша (2023). „Београдска митрополија у закупу фанариота (1739-1756)” (PDF). Зборник Матице српске за историју. 108: 75—91.
- Шулетић, Небојша (2024). „Нишки јерарси (1528-1766)” (PDF). Ниш и Византија: зборник радова. 22: 455—472.